# VW Santana
Der VW Santana ist ein Pkw-Modell des deutschen Automobilherstellers Volkswagen. Bei der ersten Generation handelt es sich technisch um einen Passat der zweiten Generation, jedoch als viertürige Stufenhecklimousine mit verbesserter Ausstattung. Die Frontpartie (Blinker, Scheinwerfer, Stoßstange) ist abgewandelt. Der Heckbereich ab Dachende/hintere Türen zeigt keine optische Verwandtschaft (z. B. breite quer liegende Rückleuchten, Kofferraumklappe nicht bis zur Stoßstange gezogen). Anders als beim Passat läuft ein Band aus Stoßstangen und Seitenschutzleisten auf einheitlicher Höhe rund um das Fahrzeug und erzeugt ein insgesamt straff strukturiertes Erscheinungsbild aus überwiegend gerade gezeichneten Elementen.
Mit der Modellpflege vom Januar 1985 verschwand das Modell Santana aus dem Katalog und wurde als Passat-Stufenheck mit dessen aktueller Front gebaut. In China wurde mindestens bis Dezember 2014 der Santana als Stufen- und – hier auch unter diesem Namen – als Kombiversion gebaut.
Nachfolgend auf die erste Generation des Santanas wurden die Modelle Santana 2000 und Santana 3000 bei Volkswagen do Brasil (Brasilien) und Shanghai Volkswagen (China) hergestellt. 2013 wurde ein komplett neu entwickelter Santana für den chinesischen Markt vorgestellt.

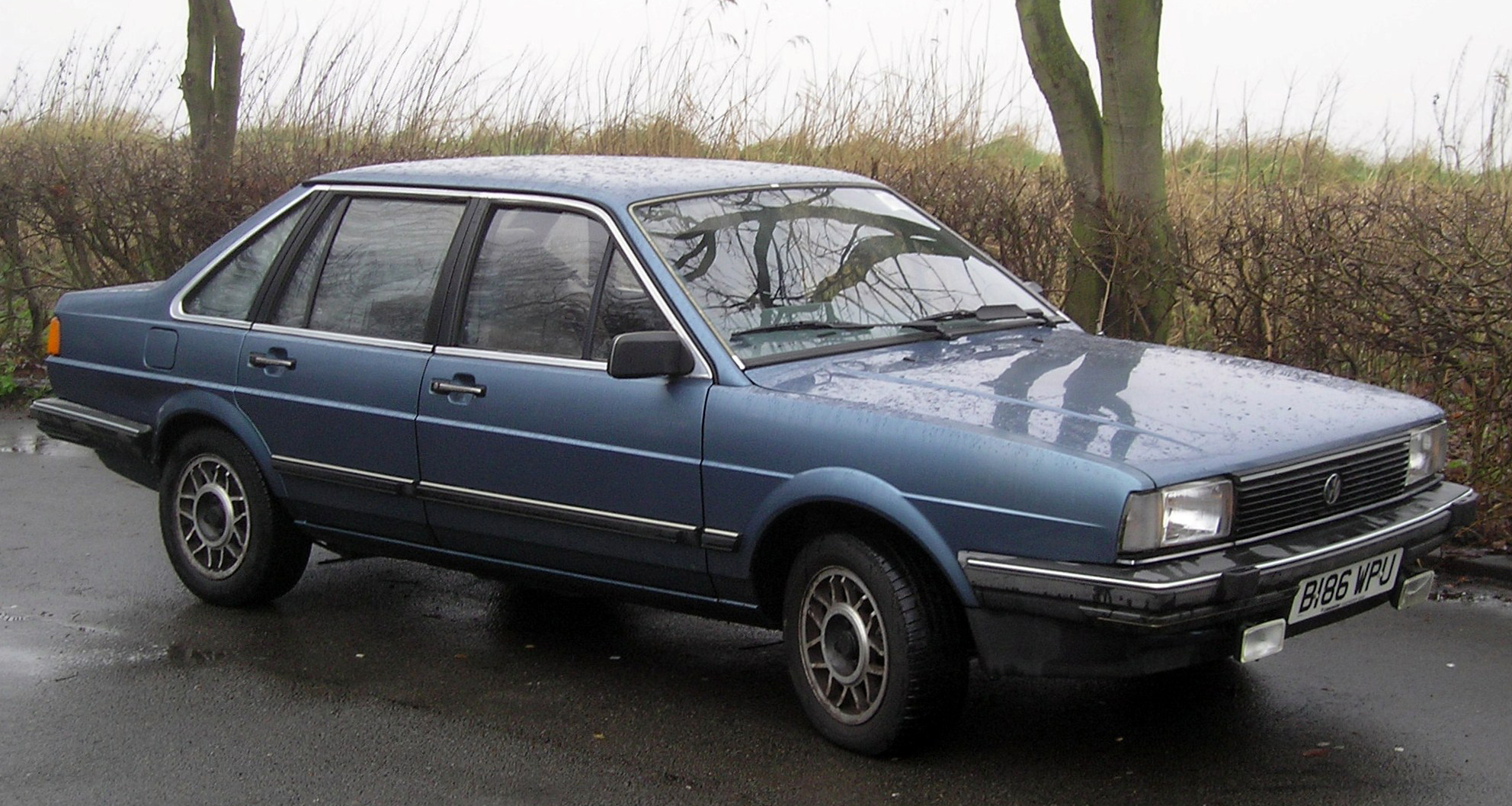
Santana B2 (1981)
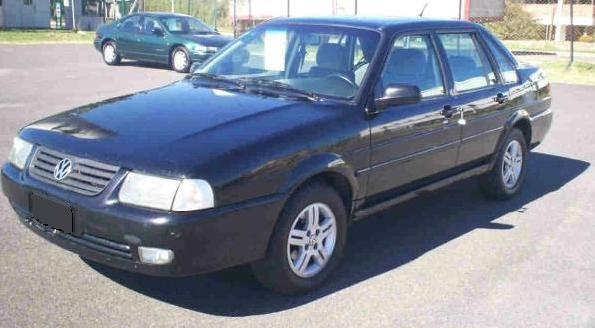
Santana 2000
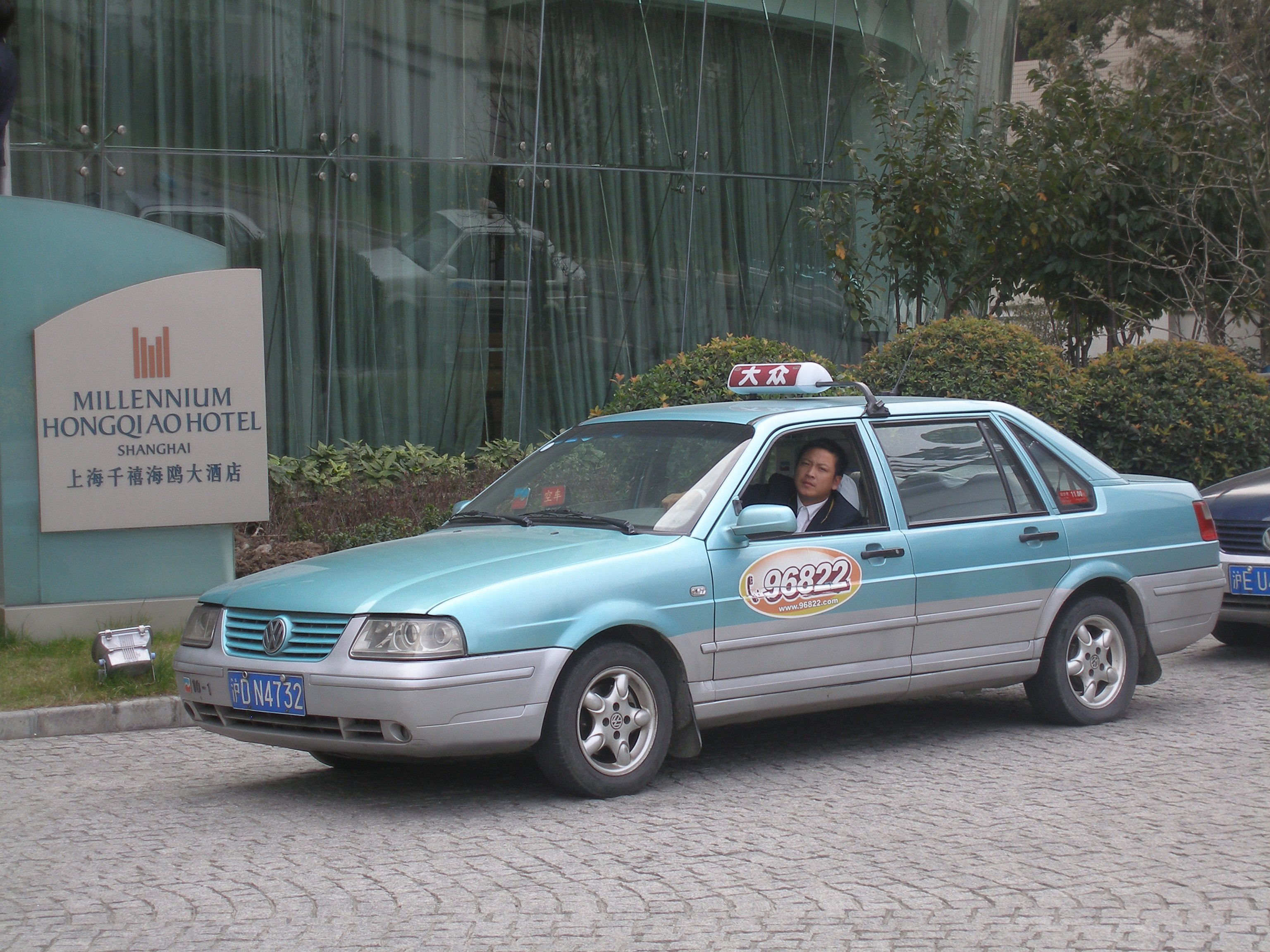
Santana 3000
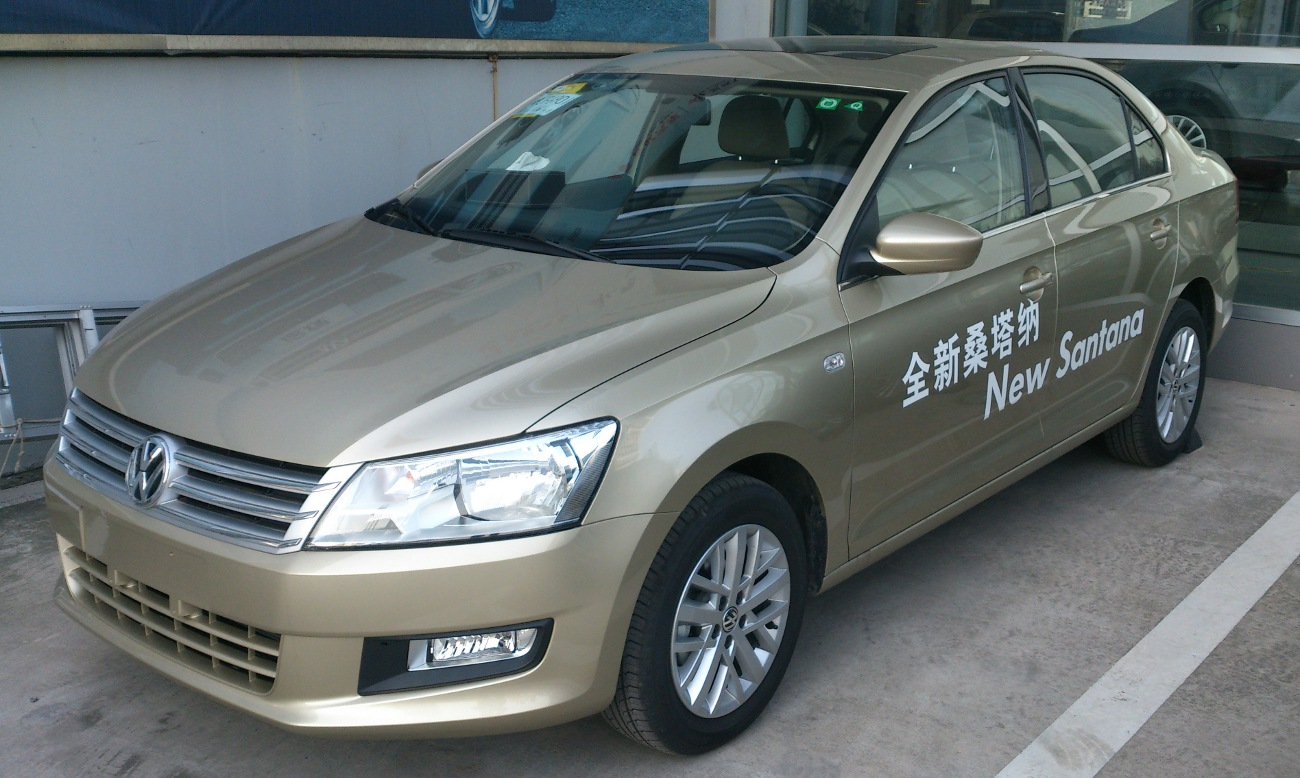
Santana (2013)